# 진주 강씨 (彊)
진주 강씨(晋州 彊氏)는 경상남도 진주시를 본관으로 하는 한국의 성씨이다.

## 역사
1930년 인구조사 때 한국 땅에 처음 나타난 성씨이다.